# فهرست قطعنامه‌های شورای امنیت ۵۰۱ تا ۶۰۰
| قطعنامه‌های شورای امنیت                                      |
| ----------------------------------------------------------- |
| منابع: نشست‌های شورای امنیت • UNBISnet • ویکی‌نبشته           |
| ۱ تا ۱۰۰ (۱۹۴۶–۱۹۵۳)                                        |
| ۱۰۱ تا ۲۰۰ (۱۹۵۳–۱۹۶۵)                                      |
| ۲۰۱ تا ۳۰۰ (۱۹۶۵–۱۹۷۱)                                      |
| ۳۰۱ تا ۴۰۰ (۱۹۷۱–۱۹۷۶)                                      |
| ۴۰۱ تا ۵۰۰ (۱۹۷۶–۱۹۸۲)                                      |
| ۵۰۱ تا ۶۰۰ (۱۹۸۲–۱۹۸۷)                                      |
| ۶۰۱ تا ۷۰۰ (۱۹۸۷–۱۹۹۱)                                      |
| ۷۰۱ تا ۸۰۰ (۱۹۹۱–۱۹۹۳)                                      |
| ۸۰۱ تا ۹۰۰ (۱۹۹۳–۱۹۹۴)                                      |
| ۹۰۱ تا ۱۰۰۰ (۱۹۹۴–۱۹۹۵)                                     |
| ۱۰۰۱ تا ۱۱۰۰ (۱۹۹۵–۱۹۹۷)                                    |
| ۱۱۰۱ تا ۱۲۰۰ (۱۹۹۷–۱۹۹۸)                                    |
| ۱۲۰۱ تا ۱۳۰۰ (۱۹۹۸–۲۰۰۰)                                    |
| ۱۳۰۱ تا ۱۴۰۰ (۲۰۰۰–۲۰۰۲)                                    |
| ۱۴۰۱ تا ۱۵۰۰ (۲۰۰۲–۲۰۰۳)                                    |
| ۱۵۰۱ تا ۱۶۰۰ (۲۰۰۳–۲۰۰۵)                                    |
| ۱۶۰۱ تا ۱۷۰۰ (۲۰۰۵–۲۰۰۶)                                    |
| ۱۷۰۱ تا ۱۸۰۰ (۲۰۰۶–۲۰۰۸)                                    |
| ۱۸۰۱ تا ۱۹۰۰ (۲۰۰۸–۲۰۰۹)                                    |
| ۱۹۰۱ تا ۲۰۰۰ (۲۰۰۹–۲۰۱۱)                                    |
| ۲۰۰۱ تا ۲۱۰۰ (۲۰۱۱–۲۰۱۳)                                    |
| ۲۱۰۱ تا ۲۲۰۰ (۲۰۱۳–۲۰۱۵)                                    |
| ۲۲۰۱ تا ۲۳۰۰ (۲۰۱۵–۲۰۱۶)                                    |
| ۲۳۰۱ تا ۲۴۰۰ (۲۰۱۶–۲۰۱۸)                                    |
| ۲۲۰۱ تا ۲۳۰۰ (۲۰۱۸–تاکنون)                                  |
| متن مربوطه در ویکی‌نبشته : قطعنامه‌های شورای امنیت سازمان ملل |

فهرست زیر، شامل قطعنامه‌های سازمان ملل متحد از قطعنامهٔ شمارهٔ ۵۰۱ تا ۶۰۰ است که در بازهٔ زمانی ۲۰۲۵ فوریه ۱۹۸۲ میلادی تا ۱۹ اکتبر ۱۹۸۷ به تصویب رسیده‌است.
| شمارهٔ قطعنامه | تاریخ           | آرا (موافق-ممتنع-مخالف) | موضوع نشست                                        |
| ------------- | --------------- | ----------------------- | ------------------------------------------------- |
| ۵۰۱           | ۲۵ فوریه ۱۹۸۲   | ۱۳-۲-۰                  | اسرائیل-لبنان                                     |
| ۵۰۲           | ۰۳ آوریل ۱۹۸۲   | ۱۰-۴-۱                  | جزایر فالکلند (مالویناس)                          |
| ۵۰۳           | ۰۹ آوریل ۱۹۸۲   | ۱۵-۰-۰                  | آفریقای جنوبی                                     |
| ۵۰۴           | ۳۰ آوریل ۱۹۸۲   | - -                     | چاد                                               |
| ۵۰۵           | ۲۶ مه ۱۹۸۲      | ۱۵-۰-۰                  | جزایر فالکلند (مالویناس)                          |
| ۵۰۶           | ۲۶ مه ۱۹۸۲      | ۱۵-۰-۰                  | اسرائیل-جمهوری عربی سوریه                         |
| ۵۰۷           | ۲۸ مه ۱۹۸۲      | ۱۵-۰-۰                  | سیشل                                              |
| ۵۰۸           | ۰۵ ژوئن ۱۹۸۲    | ۱۵-۰-۰                  | اسرائیل-لبنان                                     |
| ۵۰۹           | ۰۶ ژوئن ۱۹۸۲    | ۱۵-۰-۰                  | اسرائیل-لبنان                                     |
| ۵۱۰           | ۱۵ ژوئن ۱۹۸۲    | ۱۵-۰-۰                  | قبرس                                              |
| ۵۱۱           | ۱۸ ژوئن ۱۹۸۲    | ۱۳-۲-۰                  | اسرائیل-لبنان                                     |
| ۵۱۲           | ۱۹ ژوئن ۱۹۸۲    | ۱۵-۰-۰                  | لبنان                                             |
| ۵۱۳           | ۰۴ ژوئیه ۱۹۸۲   | ۱۵-۰-۰                  | لبنا                                              |
| ۵۱۴           | ۱۲ ژوئیه ۱۹۸۲   | ۱۵-۰-۰                  | ایران-عراق                                        |
| ۵۱۵           | ۲۹ ژوئیه ۱۹۸۲   | ۱۴-۰-۰                  | لبنان                                             |
| ۵۱۶           | ۰۱ اوت ۱۹۸۲     | ۱۵-۰-۰                  | اسرائیل-لبنان                                     |
| ۵۱۷           | ۰۴ اوت ۱۹۸۲     | ۱۴-۱-۰                  | اسرائیل-لبنان                                     |
| ۵۱۸           | ۱۲ اوت ۱۹۸۲     | ۱۵-۰-۰                  | اسرائیل-لبنان                                     |
| ۵۱۹           | ۱۷ اوت ۱۹۸۲     | ۱۳-۲-۰                  | اسرائیل-لبنان                                     |
| ۵۲۰           | ۱۷ سپتامبر ۱۹۸۲ | ۱۵-۰-۰                  | اسرائیل-لبنان                                     |
| ۵۲۱           | ۱۹ سپتامبر ۱۹۸۲ | ۱۵-۰-۰                  | اسرائیل-لبنان                                     |
| ۵۲۲           | ۰۴ اکتبر ۱۹۸۲   | ۱۵-۰-۰                  | ایران-عراق                                        |
| ۵۲۳           | ۱۸ اکتبر ۱۹۸۲   | ۱۳-۲-۰                  | اسرائیل-لبنان                                     |
| ۵۲۴           | ۲۹ نوامبر ۱۹۸۲  | ۱۵-۰-۰                  | اسرائیل-جمهوری عربی سوریه                         |
| ۵۲۵           | ۰۷ دسامبر ۱۹۸۲  | ۱۵-۰-۰                  | آفریقای جنوبی                                     |
| ۵۲۶           | ۱۴ دسامبر ۱۹۸۲  | ۱۵-۰-۰                  | قبرس                                              |
| ۵۲۷           | ۱۵ دسامبر ۱۹۸۲  | ۱۵-۰-۰                  | آفریقای جنوبی                                     |
| ۵۲۸           | ۲۱ دسامبر ۱۹۸۲  | - -                     | زبان‌های کار شورای امنیت                           |
| ۵۲۹           | ۱۸ ژانویه ۱۹۸۳  | ۱۳-۲-۰                  | اسرائیل-لبنان                                     |
| ۵۳۰           | ۱۹ مه ۱۹۸۳      | ۱۵-۰-۰                  | هندوراس-نیکاراگوئه                                |
| ۵۳۱           | ۲۶ مه ۱۹۸۳      | ۱۵-۰-۰                  | اسرائیل-جمهوری عربی سوریه                         |
| ۵۳۲           | ۳۱ مه ۱۹۸۳      | ۱۵-۰-۰                  | نامبیا                                            |
| ۵۳۳           | ۰۷ ژوئن ۱۹۸۳    | ۱۵-۰-۰                  | آفریقای جنوبی                                     |
| ۵۳۴           | ۱۵ ژوئن ۱۹۸۳    | ۱۵-۰-۰                  | قبرس                                              |
| ۵۳۵           | ۲۹ ژوئن ۱۹۸۳    | ۱۵-۰-۰                  | آفریقای جنوبی                                     |
| ۵۳۶           | ۱۸ ژوئیه ۱۹۸۳   | ۱۳-۲-۰                  | اسرائیل-لبنان                                     |
| ۵۳۷           | ۲۲ سپتامبر ۱۹۸۳ | ۱۵-۰-۰                  | پذیرش اعضای جدید سازمان ملل متحد: سنت کیتس و نویس |
| ۵۳۸           | ۱۸ اکتبر ۱۹۸۳   | ۱۳-۲-۰                  | اسرائیل-لبنان                                     |
| ۵۳۹           | ۲۸ اکتبر ۱۹۸۳   | ۱۴-۱-۰                  | نامبیا                                            |
| ۵۴۰           | ۳۱ اکتبر ۱۹۸۳   | ۱۲-۳-۰                  | ایران-عراق                                        |
| ۵۴۱           | ۱۸ نوامبر ۱۹۸۳  | ۱۳-۱-۱                  | قبرس                                              |
| ۵۴۲           | ۲۳ نوامبر ۱۹۸۳  | ۱۵-۰-۰                  | لبنان                                             |
| ۵۴۳           | ۲۹ نوامبر ۱۹۸۳  | ۱۵-۰-۰                  | اسرائیل-جمهوری عربی سوریه                         |
| ۵۴۴           | ۱۵ دسامبر ۱۹۸۳  | ۱۵-۰-۰                  | قبرس                                              |
| ۵۴۵           | ۲۰ دسامبر ۱۹۸۳  | ۱۴-۱-۰                  | آنگولا-آفریقای جنوبی                              |
| ۵۴۶           | ۰۶ ژانویه ۱۹۸۴  | ۱۳-۲-۰                  | آنگولا-آفریقای جنوبی                              |
| ۵۴۷           | ۱۳ ژانویه ۱۹۸۴  | ۱۵-۰-۰                  | آفریقای جنوبی                                     |
| ۵۴۸           | ۲۴ فوریه ۱۹۸۴   | ۱۵-۰-۰                  | پذیرش اعضای جدید سازمان ملل متحد: برونئی          |
| ۵۴۹           | ۱۹ آوریل ۱۹۸۴   | ۱۳-۲-۰                  | اسرائیل-لبنان                                     |
| ۵۵۰           | ۱۱ مه ۱۹۸۴      | ۱۳-۱-۱                  | قبرس                                              |
| ۵۵۱           | ۳۰ مه ۱۹۸۴      | ۱۵-۰-۰                  | اسرائیل-جمهوری عربی سوریه                         |
| ۵۵۲           | ۰۱ ژوئن ۱۹۸۴    | ۱۳-۲-۰                  | ایران-عراق                                        |
| ۵۵۳           | ۱۵ ژوئن ۱۹۸۴    | ۱۵-۰-۰                  | قبرس                                              |
| ۵۵۴           | ۱۷ اوت ۱۹۸۴     | ۱۳-۲-۰                  | آفریقای جنوبی                                     |
| ۵۵۵           | ۱۲ اکتبر ۱۹۸۴   | ۱۳-۲-۰                  | اسرائیل-لبنان                                     |
| ۵۵۶           | ۲۳ اکتبر ۱۹۸۴   | ۱۴-۱-۰                  | آفریقای جنوبی                                     |
| ۵۵۷           | ۲۸ نوامبر ۱۹۸۴  | ۱۵-۰-۰                  | اسرائیل-جمهوری عربی سوریه                         |
| ۵۵۸           | ۱۳ دسامبر ۱۹۸۴  | ۱۵-۰-۰                  | آفریقای جنوبی                                     |
| ۵۵۹           | ۱۴ دسامبر ۱۹۸۴  | ۱۵-۰-۰                  | قبرس                                              |
| ۵۶۰           | ۱۲ مارس ۱۹۸۵    | ۱۵-۰-۰                  | آفریقای جنوبی                                     |
| ۵۶۱           | ۱۷ آوریل ۱۹۸۵   | ۱۳-۲-۰                  | اسرائیل-لبنان                                     |
| ۵۶۲           | ۱۰ مه ۱۹۸۵      | - -                     | نیکاراگوئه-آمریکا                                 |
| ۵۶۳           | ۲۱ مه ۱۹۸۵      | ۱۵-۰-۰                  | اسرائیل-جمهوری عربی سوریه                         |
| ۵۶۴           | ۳۱ مه ۱۹۸۵      | ۱۵-۰-۰                  | لبنان                                             |
| ۵۶۵           | ۱۴ ژوئن ۱۹۸۵    | ۱۵-۰-۰                  | قبرس                                              |
| ۵۶۶           | ۱۹ ژوئن ۱۹۸۵    | ۱۳-۲-۰                  | نامیبیا                                           |
| ۵۶۷           | ۲۰ ژوئن ۱۹۸۵    | ۱۵-۰-۰                  | آنگولا-آفریقای جنوبی                              |
| ۵۶۸           | ۲۱ ژوئن ۱۹۸۵    | ۱۵-۰-۰                  | بوتسوانا-آفریقای جنوبی                            |
| ۵۶۹           | ۲۶ ژوئیه ۱۹۸۵   | ۱۳-۲-۰                  | آفریقای جنوبی                                     |
| ۵۷۰           | ۱۲ سپتامبر ۱۹۸۵ | ۱۵-۰-۰                  | دیوان بین‌المللی دادگستری                          |
| ۵۷۰           | ۰۴ اکتبر ۱۹۸۵   | ۱۴-۱-۰                  | اسرائیل-تونس                                      |
| ۵۷۱           | ۲۰ سپتامبر ۱۹۸۵ | ۱۵-۰-۰                  | آنگولا-آفریقای جنوبی                              |
| ۵۷۲           | ۳۰ سپتامبر ۱۹۸۵ | ۱۵-۰-۰                  | بوتسوانا-آفریقای جنوبی                            |
| ۵۷۴           | ۰۷ اکتبر ۱۹۸۵   | ۱۵-۰-۰                  | آنگولا-آفریقای جنوبی                              |
| ۵۷۵           | ۱۷ اکتبر ۱۹۸۵   | ۱۳-۲-۰                  | اسرائیل-لبنان                                     |
| ۵۷۶           | ۲۱ نوامبر ۱۹۸۵  | ۱۵-۰-۰                  | اسرائیل-جمهوری عربی سوریه                         |
| ۵۷۷           | ۰۶ دسامبر ۱۹۸۵  | ۱۵-۰-۰                  | آنگولا-آفریقای جنوبی                              |
| ۵۷۸           | ۱۲ دسامبر ۱۹۸۵  | ۱۵-۰-۰                  | قبرس                                              |
| ۵۷۹           | ۱۸ دسامبر ۱۹۸۵  | ۱۵-۰-۰                  | Hostage taking                                    |
| ۵۸۰           | ۳۰ دسامبر ۱۹۸۵  | ۱۵-۰-۰                  | لسونتو-آفریقای جنوبی                              |
| ۵۸۱           | ۱۳ فوریه ۱۹۸۶   | ۱۳-۲-۰                  | آفریقای جنوبی                                     |
| ۵۸۲           | ۲۴ فوریه ۱۹۸۶   | ۱۵-۰-۰                  | ایران-عراق                                        |
| ۵۸۳           | ۱۸ آوریل ۱۹۸۶   | ۱۵-۰-۰                  | اسرائیل-لبنان                                     |
| ۵۸۴           | ۲۹ مه ۱۹۸۶      | ۱۵-۰-۰                  | اسرائیل-جمهوری عربی سوریه                         |
| ۵۸۵           | ۱۳ ژوئن ۱۹۸۶    | ۱۵-۰-۰                  | قبرس                                              |
| ۵۸۶           | ۱۸ ژوئیه ۱۹۸۶   | ۱۵-۰-۰                  | اسرائیل-لبنان                                     |
| ۵۸۷           | ۲۳ سپتامبر ۱۹۸۶ | ۱۴-۱-۰                  | اسرائیل-لبنان                                     |
| ۵۸۸           | ۰۸ اکتبر ۱۹۸۶   | ۱۵-۰-۰                  | ایران-عراق                                        |
| ۵۸۹           | ۱۰ اکتبر ۱۹۸۶   | ۱۵-۰-۰                  | توصیه در مورد انتصاب دبیر کل سازمان ملل           |
| ۵۹۰           | ۲۶ نوامبر ۱۹۸۶  | ۱۵-۰-۰                  | اسرائیل-جمهوری عربی سوریه                         |
| ۵۹۱           | ۲۸ نوامبر ۱۹۸۶  | ۱۵-۰-۰                  | آفریقای جنوبی                                     |
| ۵۹۲           | ۰۸ دسامبر ۱۹۸۶  | ۱۴-۱-۰                  | سرزمین‌های اشغالی توسط اسرائیل                     |
| ۵۹۳           | ۱۱ دسامبر ۱۹۸۶  | ۱۵-۰-۰                  | قبرس                                              |
| ۵۹۴           | ۱۵ ژانویه ۱۹۸۷  | ۱۵-۰-۰                  | اسرائیل-لبنان                                     |
| ۵۹۵           | ۲۷ مارس ۱۹۸۷    | ۱۵-۰-۰                  | دیوان بین‌المللی دادگستری                          |
| ۵۹۶           | ۲۹ مه ۱۹۸۷      | ۱۵-۰-۰                  | اسرائیل-جمهوری عربی سوریه                         |
| ۵۹۷           | ۱۲ ژوئن ۱۹۸۷    | ۱۵-۰-۰                  | قبرس                                              |
| ۵۹۸           | ۲۰ ژوئیه ۱۹۸۷   | ۱۵-۰-۰                  | ایران-عراق                                        |
| ۵۹۹           | ۳۱ ژوئیه ۱۹۸۷   | ۱۵-۰-۰                  | اسرائیل-لبنان                                     |
| ۶۰۰           | ۱۹ اکتبر ۱۹۸۷   | ۱۵-۰-۰                  | دیوان بین‌المللی دادگستری                          |